# Alfred Riedel
Alfred Riedel (* 23. März 1906 in Waldkirch; † 9. März 1969 in Freiburg im Breisgau) war ein deutscher Buchillustrator, Lithograf und Schriftgrafiker.

## Leben
Nach seiner Ausbildung zum Lithographen studierte er an der Badischen Landeskunstschule in Karlsruhe und war Meisterschüler bei Rudolf Koch. Ab 1935 arbeitete er als Buchgestalter für den Verlag Herder.
Nach dem Zweiten Weltkrieg verfasste er zusammen mit dem Freiburger Schriftsteller und Pazifisten Reinhold Schneider die Inschriften auf dem Denkmal für den 27. November 1944 in Freiburg.

## Leistungen
Alfred Riedel hatte einen Geschmacksmusterschutz auf drei von ihm entworfene Schriftdesigns: Adamas, Adamas Unizale (Hergestellt bei der Monotype für den Fotosatz), beide für den Herder Verlag, und Domino, für Ludwig & Mayer.

## Werke

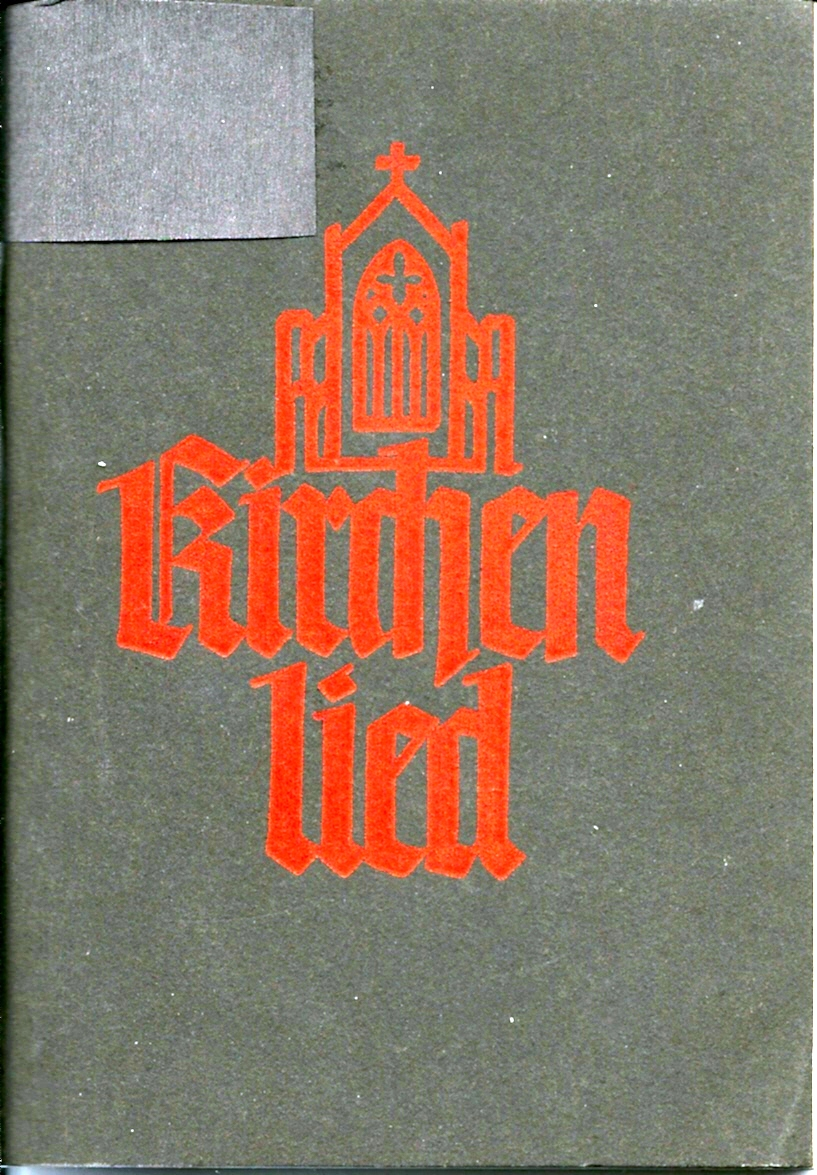
Kirchenlied: Titelblatt der Textausgabe (2. Auflage, 1938)

### Schriftgrafik
- Kirchenlied, 1938
- Hubert Baum: Dipfili-Däpfili. Gsätzli für chlaini Lüt, mit Bilderli vo der Ilse Baum; gschriebe vo Alfred Riedel, Crone, Freiburg i.Br. 1948 [DNB: 1949]
- Inschrift auf dem Denkmal für den 27. November 1944 in Freiburg

### Buchillustrationen (Auswahl)
- Reise ins Reich Gottes. Ein Buch vom Streben junger Christen, 1937
- Maria Oderisia Knechtle: Mit dem Kind durchs Kirchenjahr, 1939 (6. Aufl. 1968)
- Franz Weigl: Ein Bilderbuch vom lieben Gott. Herder, Freiburg 1939
- Reinhold Schneider: Der Kreuzweg. Verlag "Alsatia", Kolmar i. E. [1942]
- Reinhold Schneider: Gnade der Zeit. Christophorus-Verlag, Freiburg (im Breisgau), Berlin, Düsseldorf 1947
- Maria Oderisia Knechtle: Vive y canta con la Iglesia. Herder, Barcelona 1960
- Maria Oderisia Knechtle: Glaubensvertiefung durch das Symbol. Herder, Freiburg i.Br. 1963
- Canta bona [Hauptwerk], 1949 (19. Aufl. 1966)
- Joseph Solzbacher (Bearb.): Kommentar und Katechesen zum Glaubensbuch für das 3. und 4. Schuljahr. Teil 2. Neutestamentlicher Teil, 1965